# Paruline de Bachman
Vermivora bachmanii
Espèce
Statut de conservation UICN

 PE D : Peut-être éteint
La Paruline de Bachman (Vermivora bachmanii) est une espèce de passereaux appartenant à la famille des Parulidae.

## Statut
Aucune nidification n'ayant été enregistrée depuis 1937, elle a été considérée comme éteinte jusqu'en 1988, une observation (non confirmée) et la persistance de quelques sites reliques de reproduction (Caroline du Sud) et d'hivernage (Cuba) font que l'UICN a depuis proposé son classement en tant qu'espèce en « danger critique d'extinction ».
Les autorités américaines ont déclaré l'espèce définitivement éteinte le 29 septembre 2021. 

## Répartition

Répartition historique probable
zone de nidification
zone d'hivernage